# Heldon
Heldon was een Franse elektronische rockband, die in de jaren zeventig zeven baanbrekende albums uitbracht waarin elektronische en rockmuziek gemengd werden. De groep was opgericht en werd geleid door Richard Pinhas, die na Heldon onder zijn eigen naam zou verdergaan. De bezetting van de groep evolueerde sterk doorheen de jaren en de verschillende albums, Patrick Gauthier op synthesizers en drummer François Auger waren enkele van de belangrijke leden. Pinhas was als gitarist sterk beïnvloed door Robert Fripp, wat zich uitte in zijn werk. Het werk van Heldon deed in eerste instantie enigszins denken aan de samenwerkingen van Fripp & Eno, maar Heldon zou doorheen de opeenvolgende albums verder evolueren naar een krachtiger agressiever geluid, van het relatief rustige album Allez Teia tot het dreigende Agnetta Nilsson en agressieve Interface. Op het eind van de jaren zeventig zou Pinhas verdergaan met soloalbums. In 1998 verscheen nog een album Only Chaos Is Real onder de naam Heldon, waarin Pinhas de Franse sciencefiction schrijvers Maurice Dantec en Normand Spinrad samenbracht, samen met trash-zanger David Korn; maar dit album was een buitenbeentje dat geen navolging zou krijgen.

## Discografie
- 1974 : Electronique Guérilla
- 1975 : Heldon II - Allez Teia
- 1975 : It's always Rock and Roll
- 1976 : Heldon IV - Agneta Nilsson
- 1976 : Un Rêve Sans Conséquence Spéciale
- 1978 : Interface
- 1979 : Stand By
- 1998 : Only Chaos Is Real